# Ascari KZ1
Ascari KZ1 — спортивный автомобиль, выпускаемый компаний Ascari Cars. Автомобиль имеет усовершенствованный пятилитровый V8-двигатель BMW S62 с сухим картером и изменяемыми фазами газораспределения, изначально используемый в E39 M5 и Z8.
Автомобиль назван инициалами владельца Ascari Клааса Цварта (Klaas Zwart), богатого голландского бизнесмена.
Будет выпущено 50 штук Ascari KZ1, что делает его одним из самых эксклюзивных автомобилей (для сравнения Ferrari Enzo было сделано 400 штук). Каждый автомобиль стоит 235 тыс. £ и требует 340 часов ручной работы.
KZ1 участвовал в ноябре 2005 года в шоу Top Gear, где прошел 5-й быстрейший круг за все время, уложившись в 1 минуту 20,7 секунд. В настоящее время KZ1 занимает 26-е место, четвертое лучшее время (1:17,3) занимает Ascari A10.

## Ascari KZ1-R
Ascari KZ1 также был приспособлен для гонок, прежде всего для нового Европейского чемпионата FIA GT3, а также для других более мелких аналогичных серий. KZ1-R, по сравнению с KZ1, значительно улучшился. Наиболее очевидные различия между KZ1 и KZ1-R лежат во внешности автомобиля. Настроенный для гонок, KZ1-R по-прежнему чисто дорожный автомобиль, но приспособленный для GT3. Передний спойлер был обновлен с выраженным сплиттером для увеличения притяжной силы. Также в отличие от KZ1, гоночная версия имеет большое неподвижное крыло на месте небольшого спойлера. Фары были лишены некоторых частей, так же, как и лампы HID и сигналы поворота. Задний бампер у машины также был немного увеличен, чтобы разместить бо́льшую колесную базу. Колеса сделаны из алюминиевого сплава, для снижения снаряженной массы.
Интерьер автомобиля был полностью убран. Электрические стеклоподъемники и сидения были удалены. Тонкая кожа заменена алькантарой, тканью и углеродным волокном. Большая часть интерьера выполнена из углеродного волокна либо из пластика или алюминия. Заменен составной каркас, который придает жесткость кузову автомобиля во время. Снаряженная масса стала равна 1250 кг.
Ascari планирует выпустить 50 экземпляров KZ1-R.

### Двигатель
KZ1-R использует тот же самый 90-градусный BMW S62 V8 без наддува, но он был настроен до 520 л. с. Это позволяет KZ1-R развивать 416 л. с. на тонну.

### Шасси
На KZ1-R используется шестиступенчатая механическая коробка передач со стандартной муфтой и сдвигом рычага, она крепится к углеродному волокну монокока и трубчатой раме задней стали. И передняя, и задняя подвески с двойными поперечными рычагами с катушками над амортизаторами и в паре с стабилизаторами поперечной устойчивости. К 19-дюймовым гоночным колёсам крепятся 305/30×19-шины сзади и 235/35×19 спереди. Передние тормоза выпускают с 6-поршневыми суппортами гоночного типа спереди и четырехпоршневыми суппортами на задних тормозах. KZ1-R сохранил усилитель руля — особенность, которая иногда отсутствует у гоночных автомобилей.

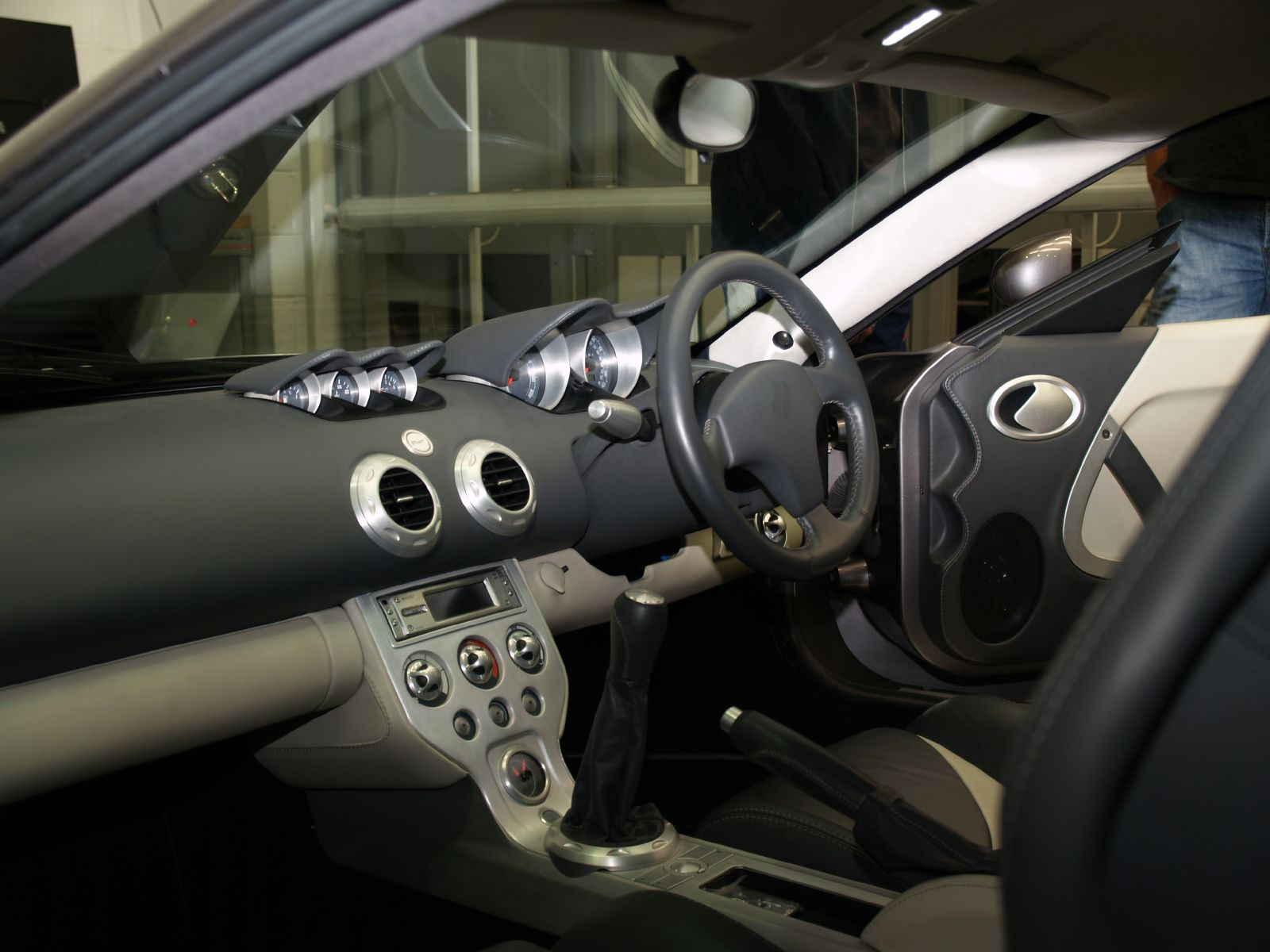
Интерьер KZ1